# День чувашского языка
День чувашского языка (чув. Чăваш чĕлхи кунĕ) — ежегодный культурологический праздник, отмечаемый 25 апреля на территории Чувашской республики, а также диаспорами чувашского народа в России и мире. Как официально объявлено: 

Праздник был учреждён Постановлением Президиума Верховного Совета Чувашской Республики 9 апреля 1992 года, чтобы подчеркнуть самобытность и уникальность языка как одного из многочисленных этносов, входящих в состав Российской Федерации.
Празднование приурочено ко дню рождения Ивана Яковлевич Яковлева — учёного-лингвиста, просветителя, филолога, который изучал чувашский язык, положил основы современной чувашской письменности.

## Общие сведения
Чувашский язык, как и русский, в Республике является государственным и преподаётся в школах. Он распространён не только в Чувашии, но также в местах компактного проживания чувашей в Татарстане, Башкортостане, Оренбургской, Самарской, Ульяновской областях и других регионах.
Также этот день проводится, чтобы привлечь внимание общественности к проблеме возможного исчезновения родного языка из-за сокращения числа тех людей, которые являются его носителями и владеют им в совершенстве.

## История
Возрождение интереса к культуре народов России, а также рост национального самосознания, произошедший в начале 1990-х годов, привёл к тому, что в Чувашии вопрос сохранения языковой самобытности и культуры встал на государственном уровне. Именно тогда, в 1992 году и было принято решение об учреждении национального праздника — Дня чувашского языка, отмечаемого в Чувашии, а также среди чувашей, проживающих в других субъектах Российской Федерации.

## Празднование
Мероприятия в честь дня чувашского языка начинается заранее до наступления 25 апреля. Проводятся чтения, конкурсы, выставки, смотры и семинары по чувашскому языку, письменности и его истории.
По традиции в Чебоксарах проходит митинг перед памятником И. Я. Яковлеву с участием представителей министерств образования, молодёжной политики, культуры, по делам национальностей Республики Чувашия. Возлагают венки от организаций и обществ, приносят цветы жители республики и гости Чебоксар, выступают фольклорные ансамбли, читают стихи и прозу, поют песни.
В 2019 году ко Дню чувашского языка была приурочена благотворительная акция «Подари ребёнку книгу на чувашском языке».